# Anton Waldorpbrug
De Anton Waldorpbrug (brug 151P) is een kunstwerk in Amsterdam Nieuw-West. Alhoewel de naam dragend van een brug is het een viaduct, Amsterdam duidt meestal viaducten als bruggen aan.
Het viaduct, geheel van beton is gelegen in de Ringweg Amsterdam. Eigenlijk is er sprake van twee viaducten, die met elkaar zijn verbonden. Het werd tussen 1969 en 1972 gebouwd voor de aanleg van dat gedeelte van de Ringweg-West (Einsteinweg) vanaf de Jan van Galenstraat zuidwaarts tot aan de Cornelis Lelylaan. Het viaduct werd onderdeel van de op een dijklichaam gelegen autosnelweg tussen de buurt Overtoomseveld en het Rembrandtpark. De gemeente had in samenspraak met het rijk toen gekozen voor een splitsing tussen langzaam (voetgangers en fietsers) en snel verkeer (gemotoriseerd) en tevens voor ongelijkvloerse kruisingen.  
Het viaduct verbindt sinds 1972 voor voetgangers en fietsers de Anton Waldorpstraat (westzijde) met de Nachtwachtlaan en het Rembrandtpark. Vrijwel direct na de aanleg kwamen er klachten omtrent geluidsoverlast van het almaar drukker wordende verkeer op de ringweg. Het duurde echter nog een flink aantal jaren voordat het viaduct en de ringweg werden voorzien van geluidsschermen. Die geluidsschermen op zich moesten weer beveiligd worden tegen invliegende vogels door middel van het plaatsen van zwarte Andreaskruizen.
De viaducten gingen vanaf de bouw naamloos door het leven met het nummer 150P, hetgeen verwijst naar een brug in Amsterdam in beheer bij het rijk of provincie, in dit geval het rijk. Amsterdam vernoemde op 8 december 2017 (bijna) alle viaducten in de ringweg, om een duidelijker plaatsaanduiding te krijgen. Op die datum werd de nieuwe naam Anton Waldorpbrug opgenomen in de Basisadministratie Adressen en Gebouwen (BAG). Het bouwwerk werd daarbij vernoemd naar de Anton Waldorpstraat, die op haar beurt is vernoemd naar kunstschilder Antonie Waldorp.
Aan beide zijden van het viaduct vindt met flatgebouwen. De Anton Waldorpstraat kent galerijflats van Adolph Eibink; de Nachtwachtlaan kent torenflats van de tekentafel van Piet Zanstra en collegae. 